# Агенда 2020
Агенда 2020 је документ Савета Европе, усвојен на Конференцији европских министара задужених за омладину 11.10. 2008. у Кијеву. Документ дефинише смернице европске омладинске политике до 2020. године, даје процену тренутних снага и слабости омладинске политике Савета Европе, и идентификује начине на који постојеће снаге могу даље да се развијају и усмеравају. Акценат, стављен на заштиту људских права, социјалну инклузију и кохезију, грађанство и активно учешће, показује у којим областима омладинска политика треба даље да се развија и јача. 
Главни циљеви документа су: 
- Да разјасни и артикулише вредност и значај омладинског сектора Савета Европе унутар институције;
- Да разјасни основе омладинске политике Савета Европе, као и њене специфичне снаге и доприносе, посебно у односу на активности у оквиру Европске уније, те да постави политичку агенду омладинског сектора за наредну декаду;
- Да кроз процес консултација обави евалуацију тренутних радних метода и форми које се користе у омладинском сектору и да предложи корисне смернице за будућност.

У контексту политичке агенде за наредних десет година и стратегије имплементације Агенде 2020, неки од приоритета Савета Европе су: 
- Образовање за људска права
- Грађанство и активно учешће (са акцентом на принципу коменаџмента)
- Интеркултурално учење/борба против расизма и нетолеранције
- Социјална инклузија младих људи
- Регионална сарадња
- Глобализација
- Развој цивилног друштва (са акцентом на невладиним организацијама).